# WS-Security
WS-Security (Web Services Security, röviden WSS) egy nagyon rugalmas és funkciókban gazdag kiegészítése a SOAP-nak, amellyel a webszolgáltatások biztonságát határozhatjuk meg. Az ún.  WS-* (webszolgáltatások) családjába tartozik, melyet az OASIS fogadott el szabványként.
Ez a protokoll az üzenetek integritását és titkosítását határozza meg. Sokféle biztonsági tokent támogat, mint például a SAML,  Kerberos, és X.509. A fő hangsúly ennél a protokollnál az XML Signature és az XML-kódolás használatán van.

## Funkciók
A WS-Security három fő mechanizmust ír le:
- Hogyan jelöljük a SOAP üzeneteket, hogy biztosítsuk az integritást. Az üzenetek jelölése "letagadhatatlan" legyen.
- Hogyan titkosítsuk megfelelően a SOAP üzeneteket.
- Hogyan csatoljunk az üzenetekhez olyan biztonsági tokeneket, amellyel meggyőződhetünk a küldő személyéről.

A specifikáció lehetőséget ad különböző aláírás formátumok, titkosítási algoritmusok és több bizalmi tartományok használatára, és különböző biztonsági token modellt támogat, mint például:
- X.509 tanúsítványok
- Kerberos tikettek
- Felhasználóazonosító / jelszó megbízólevél
- SAML-Assertion
- Felhasználó által definiált token

A tokenek formátumát és szemantikáját a profilhoz tartozó dokumentumban definiálják.

A WS-Security szolgáltatást a SOAP üzenetek fejlécében határozzák meg az alkalmazásrétegben. Példa WS-Security fejlécre:
```
<?xml version='1.0' encoding='UTF-8'?>
<br
 
/>

<soapenv:Envelope
 
xmlns:soapenv=
"http://schemas.xmlsoap.org/soap/envelope/"
xmlns:xenc=
"http://www.w3.org/2001/04/xmlenc#"
><br
 
/>

<soapenv:Header>

    
<wsse:Security
 
xmlns:wsse=
"..."
 
soapenv:mustUnderstand=
"1"
>

    
<xenc:EncryptedKey
 
Id=
"EncKeyId-229902"
>

        
<xenc:EncryptionMethod
 
Algorithm=
"http://www.w3.org/2001/04/xmlenc#rsa-1_5"
 
/>

        
<ds:KeyInfo
 
xmlns:ds=
"..."
>

            
<wsse:SecurityTokenReference>
…
</wsse:SecurityTokenReference>

            
</ds:KeyInfo>

            
<xenc:CipherData>

            
<xenc:CipherValue>
PpAOXj5P0W8ukm...
</xenc:CipherValue>

            
</xenc:CipherData>

        
<xenc:ReferenceList>

        
<xenc:DataReference
 
URI=
"#EncDataId-30957433"
 
/>

    
</xenc:ReferenceList>

    
</xenc:EncryptedKey>

<ds:Signature
 
xmlns:ds=
"http://www.w3.org/2000/09/xmldsig#"
Id=
"Signature-17764792"
>

    
<ds:SignedInfo>

        
<ds:CanonicalizationMethod
 
Algorithm=
…/
>

        
<ds:SignatureMethod
 
Algorithm=
…
 
/>

        
<ds:Transforms>
…/ds:Transforms>

        
<ds:DigestMethod
 
Algorithm=
"http://www.w3.org/2000/09/xmldsig#sha1"
 
/>

        
<ds:DigestValue>
+ECkM6R4GQ7AQ=...
</ds:DigestValue>

    
</ds:SignedInfo>

</ds:Signature>

<wsu:Timestamp../>

<soapenv:Body
 
xmlns:wsu=
"..."
 
wsu:Id=
"id-30957433"
>

    
<xenc:EncryptedData
 
Id=
"EncDataId-30957433”….
>

</soapenv:Body>

```

A fentebb említett mechanizmusok nem adnak teljes körű megoldást a web-szolgáltatások biztonságára. Inkább csak alap építőeleme a biztonságnak, amelyre sok egyéb magasabb szintű biztonsági protokoll építhető. Általában a WS-Security önmagában még nem elegendő a megfelelő biztonság biztosításához.

A kulcsmenedzselés, a bizalom kezelése, a technikai részletek meghatározása (pl.: titkosítás algoritmusa) túlmutat a WS-Security hatáskörén.

## Használati esetek

### Átviteli réteg biztonsága (WS-Security nélkül)
A tipikus SOAP kommunikáció használata esetén két megbízható fél között (HTTPs protokollt használva) egyáltalán nincs is szükség WS-Security használatára.

### Vég-vég biztonság
HA egy SOAP közvetítőre van szükség és a közvetítő egyáltalán nem vagy csak kevésbé megbízható, akkor szükséges az üzenetek megjelölése/címkézése és esetleg titkosítása. 

### Letagadhatatlanság
Az általános módszer egy üzenete letagadhatatlanságának biztosítására, az ha tranzakciókat írunk, amely segítségével visszakövethető az üzenet. Ha ez nem lenne elegendő, akkor a digitális aláírás használata is lehet egy másik módszer.

### Alternatív adatátviteli kötések
Habár majdnem minden SOAP szolgáltatás a HTTP protokoll implementációja, elméletben lehetséges más protokollokon alapuló szolgáltatás is, mint pl.: JMS vagy SMTP-n alapuló. Ezekben az esetekben szükséges a vég-vég biztonság meghatározása.

### Fordított proxy/Általános biztonsági token
Még ha a web-szolgáltatás az adatátviteli rétegen megvalósított biztonságra támaszkodik is, lehetséges hogy szükséges a túloldali felhasználóval tudatni, hogy milyen szolgáltatást is használunk. A WSS-fejléc tartalmazhat tokeneket a másik oldali felhasználó számára.

## Problémák
- Ha az ügyfél és a szolgáltató között gyakori az üzenetváltás, akkor az XML Signature és XML Encryption jelentősen túl lehet terhelve. Ha vég-vég biztonság szükséges, akkor egy olyan protokoll, mint például a WS-SecureConversation csökkentheti a túlterheltséget. Ha elegendő, akkor használjuk az aláírás és a titkosítás közül csak az egyiket, mert az együttes használatuk jelentősen lassíthatja a kommunikációt.
- Sok XML séma használata, mint például a SOAP, SAML, XML ENC, XML SIG függőségi problémákat okozhatnak. Ha például különböző verziójú függvénykönyvtárakat használnak.

## Teljesítmény
A WS-Security jelentősen túlterhelhet egy SOAP eljárást, mivel nagyon megnöveli az üzenetek számát. Az XML és a titkosítási eljárások gyorsabb CPU-t, több memóriát és nagyobb sávszélességet követelnek.
Egy 2005-ben készített mérés alapján, melyben 25 különböző nagyságú és komplexitású SOAP üzenet feldolgozását vizsgálták WS-Security és WS-SecureConversition által egy Pentium 4/2,8 GHz processzorral szerelt gépen, a következő megállapításokat lehet tenni:
- A titkosítás gyorsabb, mint az aláírás
- A titkosítás és aláírás együttes használata 2-7 szer lassabb, mint az aláírás önmagában és jelentősen nagyobb dokumentumokat eredményez.
- Az üzenet típusától függően a WS-SecureConversation vagy ugyanolyan eredményt adott, vagy legjobb esetben a felére csökkentette az időtartamot.
- Kevesebb, mint 10 milliszekundumig tart egy 100 kbyte-os tömb aláírása vagy titkosítása, de körülbelül 100~200 kell ahhoz, hogy végrehajtsa a biztonsági műveleteket a SOAP számára.

Egy másik 2006-os mérésen a következő eredmények születtek:
| Biztonsági mechanizmus                           | Üzenet/másodperc |
| ------------------------------------------------ | ---------------- |
| WS-Security (X.509) XML Signature & Encryption   | 352              |
| WS-SecureConversation XML Signature & Encryption | 798              |
| Transport Layer Security                         | 2918             |

## Történet
Eredetileg az IBM, a Microsoft, és a VeriSign fejlesztette ki a protokollt, most viszont már az OASIS közösség által fejlesztett nyílt szabvány lett belőle. 2002-ben az OASIS technikai bizottsága elfogadta a WS-Security szabványt. Ennek következtében a következő verziók kerültek kiadásra:
- WS-Security 1.0, 2004. április 19-én
- Az 1.1-es verziót 2006. február 17-én adták ki

## Kapcsolódó szabványok
- WS-Federation
- WS-Privacy
- WS-Test
- WS-Policy
- WS-Trust
- WS-SecureConversation